# Glashütten, Bayern
Glashütten är en kommun och ort i Landkreis Bayreuth i Regierungsbezirk Oberfranken i förbundslandet Bayern i Tyskland.
Kommunen ingår i kommunalförbundet Mistelgau tillsammans med kommunen Mistelgau.